# Ben Ainslie
Sir Charles Benedict „Ben” Ainslie CBE (ur. 5 lutego 1977 w Macclesfield) – brytyjski żeglarz sportowy, czterokrotny mistrz olimpijski, wielokrotny mistrz świata.

## Życiorys
Od połowy lat 90. odnosił sukcesy w klasie Laser. Startując w niej zdobył m.in. dwa krążki olimpijskie: srebro w Atlancie i złoto w Sydney. Na początku trzeciego tysiąclecia rozpoczął starty w klasie Finn, a w 2004 wywalczył swój drugi złoty medal olimpijski. Cztery lata później w Pekinie obronił tytuł. Wielokrotnie był mistrzem świata i Europy w obu klasach. Dwukrotnie, w 1998 i 2002, był wybierany żeglarzem roku przez Międzynarodową Federację Żeglarską.
Mistrz świata, m.in. dwukrotny w klasie Laser (1998, 1999) i pięciokrotny w klasie Finn (2002, 2003, 2004, 2005, 2008).
19 maja 2012 jako pierwsza osoba na terenie Wielkiej Brytanii rozpoczął sztafetę olimpijską. Został także wybrany do niesienia flagi swojego kraju podczas ceremonii zamknięcia igrzysk w Londynie 11 sierpnia 2012.
W 2001 został odznaczony MBE, cztery lata później OBE, a w 2009 CBE.
Jego dziewczyna Marit Bouwmeester jest również żeglarką i medalistką olimpijską.

## Starty olimpijskie
Atlanta 1996
- Laser – srebro

Sydney 2000
- Laser – złoto

Ateny 2004
- Finn – złoto

Pekin 2008
- Finn – złoto

Londyn 2012
- Finn – złoto